# Rami Elhanan
Rami Elhanan (hebräisch רמי אלחנן; * 1949) ist ein israelischer Grafikdesigner und Friedensaktivist; er ist der Ehemann der israelischen Akademikerin und Friedensaktivistin Nurit Peled-Elhanan. Seit dem Tod ihrer 13-jährigen Tochter im Jahr 1997 bei einem palästinensischen Selbstmordanschlag in Jerusalem setzen sich Elhanan und seine Frau für einen Frieden zwischen Israelis und Palästinensern ein.

## Biografie
Elhanan wurde 1949 in Jerusalem geboren. Sein Vater, ein ungarischer Jude, war 1946 als 18-jähriger verwaister Auschwitz-Überlebender nach Israel gekommen; seine jüdische Mutter war eine Jerusalemerin der sechsten Generation. Während des Jom-Kippur-Krieges diente Elhanan in einer Panzereinheit der israelischen Armee. Nach seiner Militärzeit heiratete Elhanan und gründete ein Grafikdesign-Unternehmen.

### Friedensaktivismus
Am 4. September 1997 wurde Elhanans 13-jährige Tochter Smadar bei einem palästinensischen Selbstmordanschlag in der Fußgängerstraße Ben Jehuda im Zentrum von Jerusalem getötet. Elhanan und seine Frau nahmen dies als Anlass, sich als Friedensaktivisten zu engagieren.
Acht Jahre nach dem Tod seiner Tochter lernte Elhanan bei einem Treffen der israelisch-palästinensischen Friedensorganisation Combatants for Peace den Palästinenser Bassam Aramin kennen. Zwei Jahre darauf verlor Aramin seine 10-jährige Tochter, Abir, als sie vor ihrer Schule im Westjordanland von einer Plastikkugel des israelischen Militärs getroffen wurde. Seitdem treten Elhanan und Aramin gemeinsam bei nationalen und internationalen Veranstaltungen auf. Ihre andauernde Freundschaft und Zusammenarbeit war Gegenstand des Films Within the Eye of the Storm und die Inspiration für Colum McCanns Roman Apeirogon.

## Persönliches
Elhanan ist mit der Akademikerin Nurit Peled-Elhanan verheiratet, aus der Ehe sind drei Söhne und eine Tochter, Smadar (1983–1997), hervorgegangen.